# Hirvijärvi (sjö i Finland, Egentliga Finland)
Hirvijärvi är en sjö i Finland. Den ligger i Virmo kommun i landskapet Egentliga Finland, i den sydvästra delen av landet, 160 km väster om huvudstaden Helsingfors. Hirvijärvi ligger 88 meter över havet. Arean är 6,5 hektar och strandlinjen är 1,1 kilometer lång. Sjön  ingår i Virmo ås huvudavrinningsområde.   I omgivningarna runt Hirvijärvi växer i huvudsak barrskog.